# Abborrträsket (Överkalix socken, Norrbotten, 739035-179114)
Abborrträsket är en sjö i Överkalix kommun i Norrbotten och ingår i Kalixälvens huvudavrinningsområde. Sjön har en area på 0,058 kvadratkilometer och ligger 83,6 meter över havet. Abborrträsket ligger i Torne och Kalix älvsystem Natura 2000-område.

## Delavrinningsområde
Abborrträsket ingår i det delavrinningsområde (738983-179159) som SMHI kallar för Mynnar i 739223-179175. Medelhöjden är 98 meter över havet och ytan är 7,45 kvadratkilometer. Det finns inga avrinningsområden uppströms utan avrinningsområdet är högsta punkten. Vattendraget som avvattnar avrinningsområdet har biflödesordning 7, vilket innebär att vattnet flödar genom totalt 7 vattendrag innan det når havet efter 107 kilometer. Avrinningsområdet består mestadels av skog (58 procent) och sankmarker (34 procent). Avrinningsområdet har 0,27 kvadratkilometer vattenytor vilket ger det en sjöprocent på 3,6 procent.